# 가스미촌 (이바라키현)
가스미촌(香澄村)은 이바라키현 나메가타군에 일찍이 존재했던 촌이다. 

## 지리
- 현재의 이타코시 서부에 해당한다.
- 촌은 가미스가우라 동쪽 해안에 위치하고 있다.
- 촌은 고원과 평지가 뒤섞인 골짜기가 많은 지형이다.

## 역사
- 1889년 4월 1일 - 정촌제 시행에 의해 나메카타군 가스미촌이 성립하였다
- 1955년 4월 1일 - 야시로촌과 합병해 우시보리촌이 성립하여, 가스미촌은 소멸하였다.

## 인구
| 1889년 | 2,232 |
| 1891년 | 2,385 |
| 1920년 | 2,680 |
| 1927년 | 2,905 |
| 1935년 | 3,087 |
| 1950년 | 4,168 |

## 교통

### 도로
- 2급국도
  - 국도 제123호선 ( →국도 제51호선)

## 참고문헌
- 角川日本地名大辞典編纂委員会『角川日本地名大辞典 8 茨城県』、角川書店、1983年 ISBN 4040010809